# Yali (Abjasia)
Yali (en georgiano: ჯალი) o Tsal (en abjasio: Џьал) es un pueblo parte de la parcialmente reconocida República de Abjasia, y parte del distrito de Ochamchire, aunque de iure pertenece a la República Autónoma de Abjasia como parte de Georgia.

## Geografía
Yali está a 15 km al norte de Ochamchire; limita con Gupi y Tjina en el norte; con Akvaskia al este, Mokvi en el oeste; y Merkula en el sur. La aldea de Yalapsua (también conocida como Yali abjasia o Yali-Apsua) está bajo la administración del pueblo. 

## Historia
Ya en el siglo XIX, el territorio de Jali era parte del pueblo de Mokvi y los príncipes soberanos abjasios de la casa Chachba asentaros mingrelianos en esta zona de Abzhua. Desde la década de 1930, Jali se ha convertido en uno de los principales centros de asentamiento en Abjasia por los mingrelianos de Georgia occidental.
Durante la guerra de Abjasia en 1992-1993, Yali estuvo repetidamente controlada por tropas del gobierno georgiano por lo que la población abjasia abandonó el pueblo. Tan pronto como cayó en manos de los abjasios, la mayoría de las poblaciones georgiana y mingreliana huyeron de Abjasia. 

## Demografía
La evolución demográfica de Yali en 2011 fue la siguiente:
| 423                                                 |
| (Fuente: Population of Abkhazia since Soviet times) |

La población ha disminuido dos tercios (la población que se fue era en su mayoría georgiana) tras la guerra de Abjasia. Sin embargo, antes de la caída de la URSS, la mayoría de la población era georgiana comparado con cómo es hoy en día, con una inmensa mayoría de abjasios étnicos.
|              | 2011      | 2011       |
| Grupo étnico | Población | Porcentaje |
| ------------ | --------- | ---------- |
| Georgianos   | 30        | 7,1%       |
| Abjasios     | 388       | 91,7%      |
| Rusos        | 3         | 0,7%       |
| Total        | 423       | 100%       |